# 双丰街道 (北京市)
双丰街道是中国北京市顺义区下辖的一个街道办事处，2019年3月30日起，其复兴东路1号成为顺义区政府驻地。辖区东至左堤路和潮白河，与北小营镇、南彩镇接壤；南至城北减河，与胜利街道办事处、光明街道办事处和旺泉街道办事处接壤；西至小中河，与马坡地区办事处、南法信地区办事处接壤；北至向前村、荆卷村、西丰乐村和奥运水上项目比赛场地北侧，与牛栏山地区办事处和北小营镇接壤。 

## 历史
2007年，顺义区新设3个街道办，其中以仁和地区、南法信地区、马坡地区、南彩镇、北小营镇的部分辖区合并设立双丰街道（另外两个新设街道为空港街道、旺泉街道）。2008年6月25日，上述三个新设街道办正式挂牌。

## 行政区划
双丰街道共辖15个村委会、3个居委会：马坡花园第一社区、马坡花园第二社区、富力湾社区、泰和宜园第一社区、新马家园社区、顺悦家园第一社区、金宝花园社区、香悦第一社区、北辰花园社区、中晟馨苑社区、香悦第二社区、顺兴社区、鲁能润园社区、花溪渡社区、鲁能溪园社区、顺悦家园第二社区、兰庭珑湾社区、国誉府社区、香悦第三社区、向阳村、西丰乐村、北上坡村、大营村、东马坡村、肖家坡村、东丰乐村、小孙各庄村、西马坡村、白各庄村、秦武姚村、荆卷村、向前村、庄头村和泥河村。